# シロシン
シロシン、またはサイロシン (Psilocin)、は、一部のキノコに含まれるアルカロイドで、幻覚作用を持つ。シロシンのリン酸エステルであるシロシビンと共に、ほとんどのマジックマッシュルームに含まれる。向精神薬に関する条約ではスケジュールIに分類される。精神変化作用は非常に変化しやすく、主観的である。効果は通常3から8時間で終わるが、代謝や摂食物の作用などの条件によって変化する。ただし、シロシンは時間感覚を歪める作用を持つため、効果がより長く続くと考えられる場合もある。別名4-ヒドロキシジメチルトリプタミン (4-hydroxydimethyltriptamine)、4-HO-DMT。

## 化学
中性のシロシビンを強酸性もしくはアルカリ性条件下で加水分解（脱リン酸化）することによって得られる。また、4-ヒドロキシインドールからのスピーター・アンソニーインドール合成法によっても合成することができる。
フェノール性ヒドロキシ基を持つため、溶液中では比較的不安定である。酸素の存在下で容易に青黒色の分解物を生じる。同様な生成物は、酸性条件での酸素と鉄(III) イオン（ケラー試薬）の作用によっても得られる。
含有するキノコを傷つけると青色に変色するのは、インドール性のシロシンやシロシビンの酸化の結果であり、合成されたシロシンの酸化によって、化学的に5位か7位に結合が形成された構造であることが判明した。

### 構造類縁体
硫黄類縁体としてベンゾチエニル体や4-メルカプトジメチルトリプタミン (4-SH-DMT)が知られる。N1-メチルシロシンは5-HT2C受容体指向性アゴニストとして作用する。4-フルオロ-N,N-ジメチルトリプタミンも存在する。O-アセチルシロシン (4-AcO-DMT) はシロシンのアセチル化体である。

## 薬学
シロシンはシロシビン（および他のマジックマッシュルームに含まれる物質）の、体内での活性誘導体である。
シロシビンは体内で速やかに脱リン酸化されてシロシンとなり、5-HT2A、5-HT2C、5-HT1A受容体のアゴニストとして作用する。シロシンは構造的にセロトニン (5-HT) と似ており、ヒドロキシ基が5位でなく4位に置換している点、窒素原子上にメチル基を2個持つ点で異なる。その効果は前頭前皮質の5-HT2Aセロトニン受容体に対して部分アゴニストとしての作用を持つことに由来すると考えられている。
シロシンはLSDと異なり、ドーパミン受容体には大きな作用を示さない。非常な高容量ではノルアドレナリン系にのみ作用する
。
薬理学的半減期は2から3時間である。

## 効果

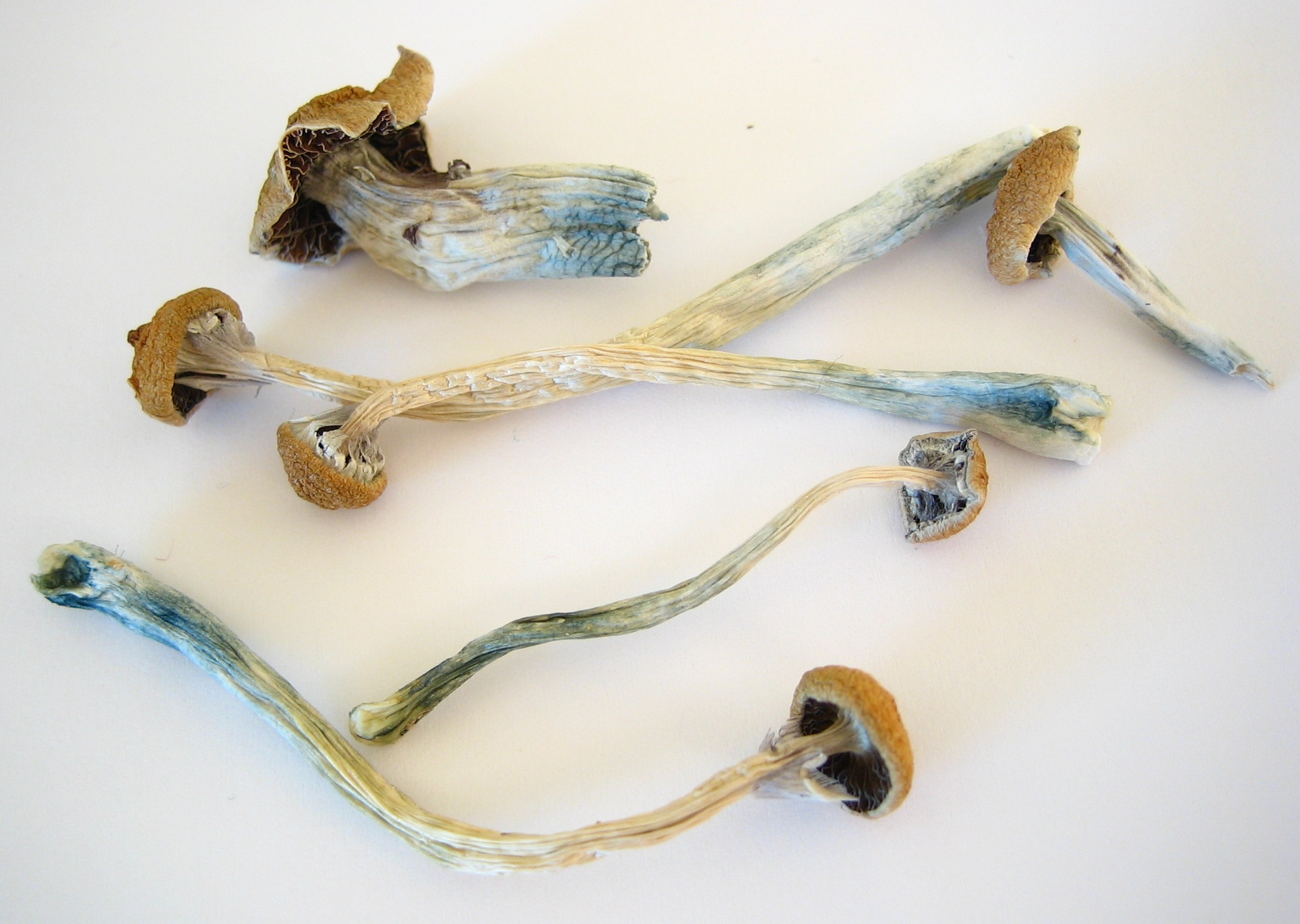
乾燥したシビレタケ属のキノコ。茎の傷が青黒くなっている。

効果は交感神経系の覚醒状態に類似する。摂取後の効果として頻脈、瞳孔散大、不穏もしくは覚醒状態、多幸感、開眼時・閉眼時の幻視（中から高容量で一般的）、共感覚（色を聴く、音を観るなど）、体温上昇、頭痛、発汗や寒気、吐き気があるが、これらに限らない。
シロシンには実質的に致死性の効果はない。長期間使用したあとの退薬症状は実質的にない。シロシンとメスカリン、ジメチルトリプタミンには交差耐性がある。